# Угорщина на Чемпіонаті світу з легкої атлетики 2017
Угорщина на Чемпіонаті світу з легкої атлетики 2017, що проходив з 4 по 13 серпня 2017 року в Лондоні (Велика Британія) була представлена 16 спортсменами.

## Медалісти
| Медаль | Спортсмен  | Змагання          | Дата     |
| ------ | ---------- | ----------------- | -------- |
| Бронза | Балаж Байї | 110 м з бар'єрами | 7 серпня |

## Результати

### Чоловіки
Трекові і шосейні дисципліни
| Спортсмен        | Дисципліна        | Забіги    | Забіги | Півфінал  | Півфінал | Фінал     | Фінал |
| Спортсмен        | Дисципліна        | Результат | Місце  | Результат | Місце    | Результат | Місце |
| ---------------- | ----------------- | --------- | ------ | --------- | -------- | --------- | ----- |
| Балаж Байї       | 110 м з бар'єрами | 13.35     | 6 Q    | 13.23     | 5 Q      | 13.28     | 3     |
| Мате Гелебарандт | Ходьба 50 км      | Н/Д       | Н/Д    | Н/Д       | Н/Д      |           |       |

Технічні дисципліни
| Спортсмен         | Дисципліна     | Кваліфікація | Кваліфікація | Фінал           | Фінал           |
| Спортсмен         | Дисципліна     | Результат    | Місце        | Результат       | Місце           |
| ----------------- | -------------- | ------------ | ------------ | --------------- | --------------- |
| Золтан Коваго     | Метання диска  | 59.46        | 22           | Завершив виступ | Завершив виступ |
| Бенче Халаш       | Метання молота |              |              |                 |                 |
| Крістіан Парш     | Метання молота |              |              |                 |                 |
| Норберт Ріваш-Тот | Метання списа  |              |              |                 |                 |

### Жінки
Трекові і шосейні дисципліни
| Спортсмен        | Дисципліна           | Забіги    | Забіги | Півфінал  | Півфінал | Фінал     | Фінал |
| Спортсмен        | Дисципліна           | Результат | Місце  | Результат | Місце    | Результат | Місце |
| ---------------- | -------------------- | --------- | ------ | --------- | -------- | --------- | ----- |
| Грета Керекес    | 100 м з бар'єрами    |           |        |           |          |           |       |
| Лука Козак       | 100 м з бар'єрами    |           |        |           |          |           |       |
| Вікторія Гюкес   | 3000 м з перешкодами |           |        | Н/Д       | Н/Д      |           |       |
| Барбара Ковач    | Ходьба 20 км         | Н/Д       | Н/Д    | Н/Д       | Н/Д      |           |       |
| Вікторія Мадарас | Ходьба 20 км         | Н/Д       | Н/Д    | Н/Д       | Н/Д      |           |       |
| Ріта Речей       | Ходьба 20 км         | Н/Д       | Н/Д    | Н/Д       | Н/Д      |           |       |

Технічні дисципліни
| Спортсмен    | Дисципліна     | Кваліфікація | Кваліфікація | Фінал           | Фінал           |
| Спортсмен    | Дисципліна     | Результат    | Місце        | Результат       | Місце           |
| ------------ | -------------- | ------------ | ------------ | --------------- | --------------- |
| Река Гюратц  | Метання молота | 67.48        | 16           | Did not advance | Did not advance |
| Аніта Мартон | Штовхання ядра | 18.76        | 3 Q          |                 |                 |
| Аніта Мартон | Метання диска  |              |              |                 |                 |

Багатоборство — Семиборство
| Атлет                  | Дисципліна | 100б  | СуВ  | ШтЯ   | 200 м | СуД  | МСп      | 800 м      | Сума очок | Місце |
| ---------------------- | ---------- | ----- | ---- | ----- | ----- | ---- | -------- | ---------- | --------- | ----- |
| Ксенія Крішан          | Результат  | 13.70 | 1.77 | 14.14 | 25.15 | 5.93 | 51.25 PB | 2:07.17 PB | 6356      | 9     |
| Ксенія Крішан          | Очки       | 1021  | 941  | 803   | 873   | 828  | 884      | 1006       | 6356      | 9     |
| Дйордіа Живоцкі-Фаркаш | Результат  | 14.05 | 1.77 | 13.75 | 25.38 | 5.94 | 44.95    | 2:13.44 SB | 6050      | 17    |
| Дйордіа Живоцкі-Фаркаш | Очки       | 971   | 941  | 777   | 852   | 831  | 763      | 915        | 6050      | 17    |